# Рисанов Максим Євгенович
Рисанов Максим Євгенович (нар. 1978, Краматорськ, Донецька область, УРСР, СРСР) — український і британський альтист.

## Життєпис
Закінчив Центральну музичну школу при Московській консерваторії (клас М. І. Сітковської), потім Гілдголську школу музики і театру в Лондоні (клас альт професора Дж. Глікмана і клас диригування професора А. Хейзелдайна).
У останній час проживав у місті Будапешт, Угорщина.

## Репертуар
В репертуарі альтиста Бах, Гайдн, Моцарт, Глінка, Шуман, Паганіні, Брамс, Чайковський, Сезар Франк, Барток, Енеску, Хіндеміт, Прокоф'єв, Шостакович, Шнітке, Канчелі, Джон Тавенер, Добринка Табакова, Артем Васильєв.

## Творчі зв'язки
Постійно співпрацює з такими артистами, як Володимир Ашкеназі, Марк-Андре Амлен, Гідон Кремер, Жанін Янсен, Крістіна Блаумане, Миша Майський, Лев Маркіз, Вікторія Муллова, Евелін Чанг, Юліан Рахлін, Яков Кацнельсон, Максим Венгеров, Микита Борисоглебський та інші.
З 2005 року бере участь у щорічному музичному фестивалі «Crescendo».

## Визнання
Переможець конкурсу Валентіно Буккі (Рим, 1995), GSMD Gold Medal (Лондон, 2000), Міжнародного конкурсу камерних ансамблів в Кармель (США, 1999), конкурса диригентів у м. Борнмут (Велика Британія, 2003). Лауреат конкурса молодих музикантів у Волгограді (1995), Haverhill Sinfonia Competition (Велика Британія, 1999), Международного конкурса альтистів ім. Лайонела Тертіса (Велика Британія, 2003), конкурса CIEM в Женеве (2004).